# New York Magazine
New York Magazine — американский ежедневный журнал с тиражом более 400 000 экземпляров (более 90 % поступает подписчикам). Основан в 1968 году под руководством Клея Фелькера.

## История
Сооснователь журнала Милтон Глейзер вспоминал:
У нас были ужасные «битвы» в офисе. Сотрудники редакции, как дети, отводили взгляд, когда мы кричали друг на друга. Он научил меня спорить и бороться — не было негатива. Все накопленные эмоции мы выплёскивали. Мы всегда спорили о каких-то дурацких вещах — какого цвета должно быть что-нибудь или как должны выглядеть заголовки. Он хотел сделать каждый заголовок больше и ярче. Комбинация высокого и низкого — вот что определяло New York Magazine. Мы хотели знать оба спектра.
В 2006 году сайт издания — nymag.com — переформатирован. По данным издателя сайт посещает около 7 миллионов пользователей в месяц.
В 2008 году компания New York Media приобрела онлайн-ресторан MenuPages. На октябрь 2009 года этот ресурс приносил процент общего дохода компании.
24 сентября 2019 года холдинг Vox Media сообщил о покупке родительской компании издания New York Media. 

## Цифровое распространение и сайты
В начале XX века были запущены тематические блоги:
- The Cut[7],
- Daily Intel[8],
- Grub Street[9],
- The Projectionist[10],
- The Sports Section[11],
- Surf[12],
- Vulture[13].

В 2006 году веб-сайт — nymag.com — прошёл годичный перезапуск, превратив сайт из попутчика в журнал — в самую актуальную новостную и сервисную службу. 
Веб-сайт включает в себя несколько фирменных сайтов: 
Daily Intelligencer (последние новости), 
Cut (женские номера), 
Grub Street (еда и рестораны) и 
Vulture (поп-культура). 
Дэвид Карр отметил в своей колонке в августе 2010 года: «В некотором смысле, нью-йоркский журнал быстро становится цифровым предприятием с приложенным журналом».
В 2008 году материнская компания New York Media приобрела ресурс онлайн-ресторан MenuPages, который обслуживает восемь рынков по всей территории США, в дополнение к собственным спискам онлайн-ресторанов и укреплению позиций в семи дополнительных городах. В 2011 году MenuPages был продан как единый продукт. По состоянию на июль 2010 года, цифровая выручка составляла одну треть рекламных доходов компании
В мае 2020 года в состав New York Magazine был включён сайт о недвижимости Curbed.

### Vulture
Vulture был создан как блог о поп-культуре на сайте NYMag.com в 2007 году. В 2012 году он переехал на независимый веб-адрес Vulture.com. 
В 2018 году New York Media приобрела блог комедийных новостей Splitsider', объединив его с сайтом Vulture.